# Zdzisław Studziński

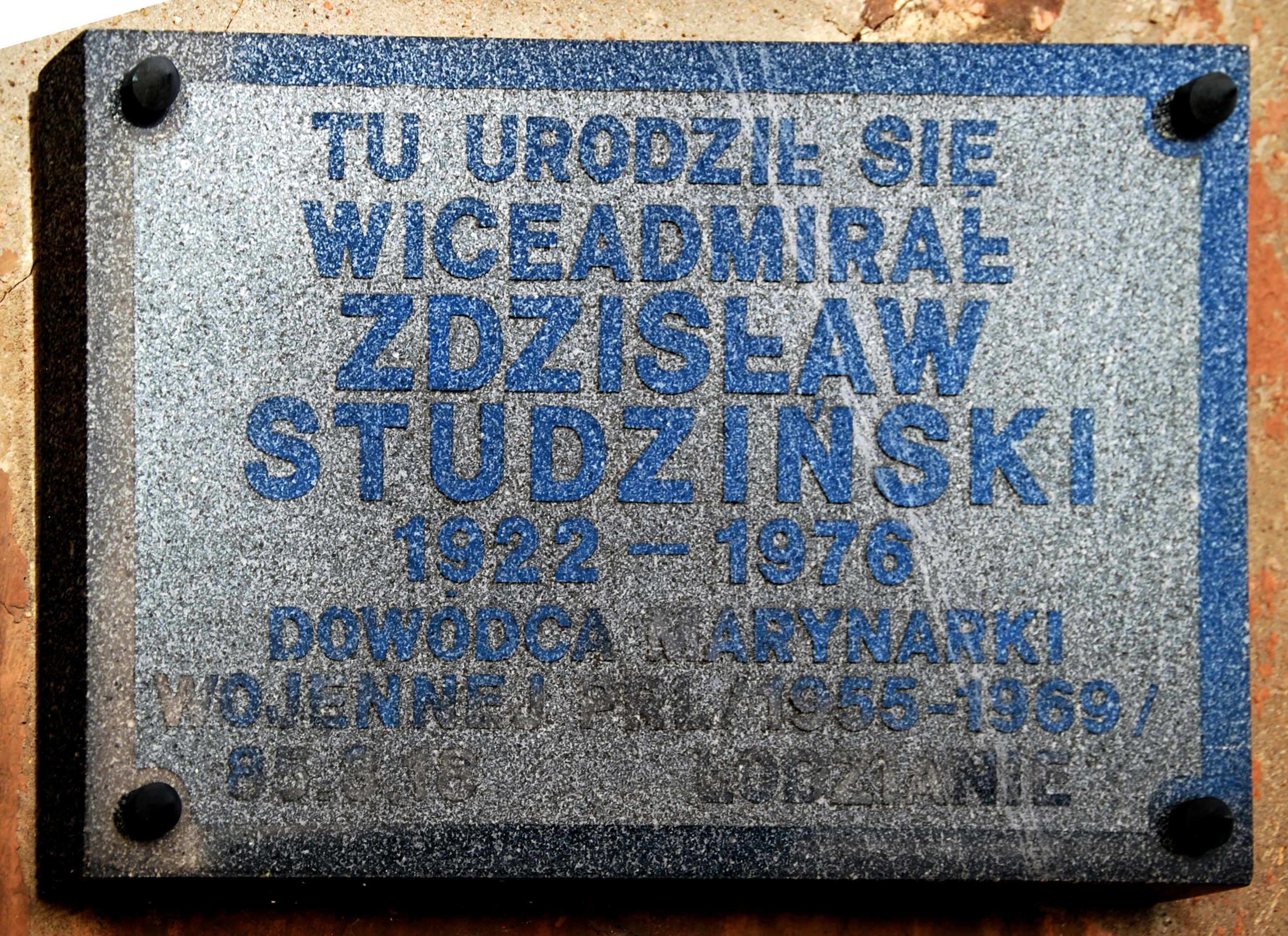
Tablica umieszczona na budynku przy ul. 6 sierpnia 26 w Łodzi (budynek obecnie jest pustostanem)

Zdzisław Studziński (ur. 14 sierpnia 1922 w Łodzi, zm. 7 marca 1976 w Gdyni) – polski wiceadmirał, morski oficer pokładowy oraz oficer polityczny; dowódca Marynarki Wojennej, zastępca szefa Sztabu Zjednoczonych Sił Zbrojnych Układu Warszawskiego, instruktor OH ZMP. Poseł na Sejm PRL I, III, IV i V kadencji.

## Życiorys

### Wykształcenie wojskowe
W latach 1945–1949 ukończył studia na Oficerskiej Szkole Politycznej oraz Oficerskiej Szkole Marynarki Wojennej. Był również absolwentem Wyższego Kursu Akademickiego w Akademii Marynarki Wojennej w Leningradzie (1958).

### Służba wojskowa
Po promocji oficerskiej został wyznaczony dowódcą okrętu – trałowca bazowego ORP „Mors”. Od 1950 do 1952 dowodził niszczycielem ORP „Błyskawica”. Od 1952 służył w Dowództwie Marynarki Wojennej w Gdyni. Początkowo zajmował stanowisko zastępcy dowódcy Marynarki Wojennej ds. liniowych, a w latach 1955–1969 pełnił funkcję dowódcy Marynarki Wojennej. Na czas jego pobytu w Akademii Marynarki Wojennej ZSRR (1956–styczeń 1958) czasowo pełniącym obowiązki dowódcy Marynarki Wojennej został wyznaczony szef Sztabu Głównego – zastępca dowódcy kontradmirał Jan Wiśniewski. Od 1969 wiceadmirał Zdzisław Studziński był zastępcą szefa Sztabu Zjednoczonych Sił Zbrojnych Układu Warszawskiego.
Należał do pokolenia tzw. szybkich admirałów. Byli to oficerowie pierwszej powojennej promocji w Marynarce Wojennej, którzy mieli przejąć najwyższe stanowiska po oficerach przedwojennych i radzieckich. Szybko obejmowali kolejne funkcje, a awanse na następne stopnie wojskowe otrzymywali nawet po kilka razy w roku. Zdzisław Studziński jest jak do tej pory najwcześniej awansowanym na kontradmirała i najmłodszym dowódcą w powojennej historii.

### Kariera państwowa
Od 1945 był członkiem Polskiej Partii Robotniczej, a po zjeździe zjednoczeniowym w 1948 Polskiej Zjednoczonej Partii Robotniczej. W 1952 został wybrany po raz pierwszy na posła na Sejm PRL i zasiadał w nim jego I, III, IV i V kadencji. W czasie IV (1964) i V (1968) Zjazdu Polskiej Zjednoczonej Partii Robotniczej był wybierany na zastępcę członka Komitetu Centralnego PZPR.

### Działalność w OH ZMP
Po objęciu służby w Gdyni został zaproszony do współpracy środowisk harcerskich z Dowództwem Marynarki Wojennej. Był jednym z prekursorów wychowania wodnego w Organizacji Harcerskiej Związku Młodzieży Polskiej. Był obserwatorem VIII Plenum Zarządu Głównego Związku Młodzieży Polskiej w 1952, podczas którego uchwalono program wychowania młodego pokolenia. Po powrocie z Leningradu w 1958 nie wrócił do działalności harcerskiej.

## Awanse
- podporucznik – 1945
- porucznik – 1946
- kapitan marynarki – 1949
- komandor podporucznik – 1951
- komandor porucznik – 1953
- komandor – 1955
- kontradmirał – 1955
- wiceadmirał – 1960

## Życie prywatne
Mieszkał w Gdyni. Od 1946 żonaty z Zofią z domu Szczublewska (1922–2015). Małżeństwo miało córkę i syna.

### Śmierć i pochówek

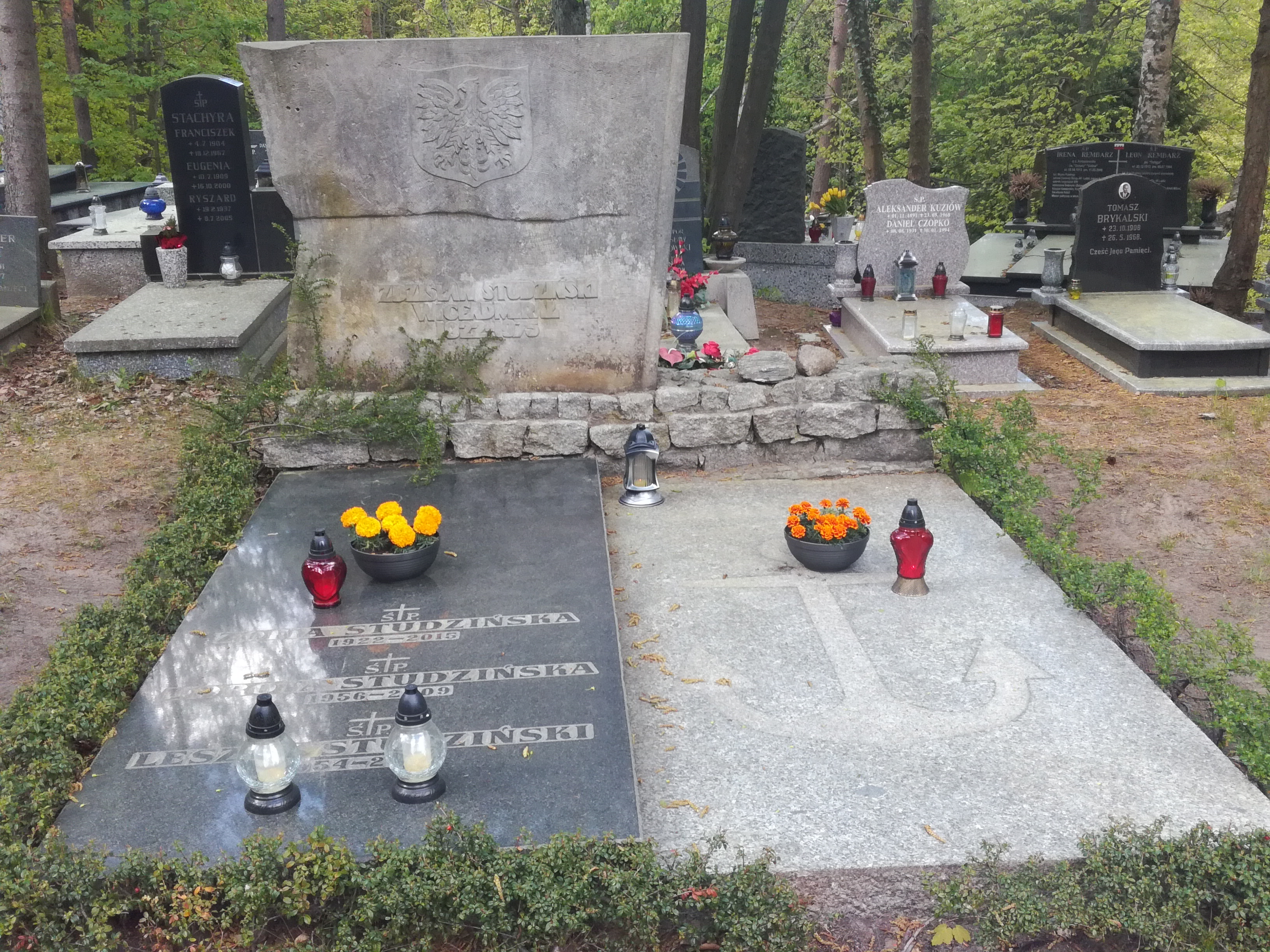
Grób wiceadm. Zdzisława Studzińskiego na cmentarzu Witomińskim

Zmarł nagle 7 marca 1976 w Gdyni. Został pochowany na tamtejszym cmentarzu Witomińskim, w starej alei zasłużonych (kwatera 77-15-1).

## Odznaczenia
- Krzyż Komandorski Orderu Odrodzenia Polski
- Order Sztandaru Pracy I klasy (dwukrotnie – 1964 i 1968)
- Złoty Krzyż Zasługi (1952)
- Srebrny Krzyż Zasługi (1947)[4]
- Srebrny Medal „Zasłużonym na Polu Chwały”
- Złoty Medal „Siły Zbrojne w Służbie Ojczyzny” (1968)
- Srebrny Medal Siły Zbrojne w Służbie Ojczyzny
- Brązowy Medal Siły Zbrojne w Służbie Ojczyzny
- Srebrny Medal „Za zasługi dla obronności kraju” (dwukrotnie – 1968 i 1973)
- Odznaka 1000-lecia Państwa Polskiego (1966)[5]
- Odznaka honorowa „Za zasługi dla Gdańska” (1960)[6]
- Order Lenina (Związek Radziecki) (1968)

## Upamiętnienie
Do 1999 imię Zdzisława Studzińskiego nosiła Szkoła Podstawowa nr 8 w Rumi. 18 marca 1985 została odsłonięta tablica pamiątkowa na domu przy ul. 6 Sierpnia 26 w Łodzi, w którym urodził się wiceadmirał.